# Ponte da Fontinha
A Ponte da Fontinha, também referida como Ponte de Paço de Mato, localiza-se na Freguesia de Roge, no Município de Vale de Cambra, no Distrito de Aveiro, em Portugal.

## Características
Trata-se de uma ponte em alvenaria de granito, com tabuleiro horizontal sobre o um único arco de volta plena.